# Грайфер, Дмитрий Маратович
Дми́трий Мара́тович Гра́йфер (род. 13 января 1957) — российский биохимик, доктор химических наук, ведущий научный сотрудник Института химической биологии и фундаментальной медицины СО РАН, лауреат Государственной премии России в области науки и техники (1999).

## Биография
- 1973 — окончил 130-ю школу в Новосибирске[1]
- 1979 — окончил Новосибирский государственный университет (факультет естественных наук, отделение химии)
- 1985 — защитил диссертацию «Аффинная модификация рибосом Escherichia coli фотоактивируемыми аналогами тРНК» на соискание ученой степени кандидата химических наук
- 2008 — защитил диссертацию «Структурно-функциональная топография рибосом человека по данным аффинной модификации реакционноспособными производными олигорибонуклеотидов» на соискание ученой степени доктора химических наук (диссертационный совет ИХБФМ СО РАН)
- преподаватель кафедры молекулярной биологии НГУ[2]
- основное место работы — Лаборатория структуры и функции рибосом в Институте химической биологии и фундаментальной медицины (ИХБФМ).[3]

## Достижения
- Лауреат Государственной премии России в области науки и техники (1999) — за работу «Производные олигонуклеотидов — биологически активные вещества и инструменты исследования белково-нуклеиновых взаимодействий» совместно с А. Г. Веньяминовой, В. В. Власовым, В. Ф. Зарытовой, Е. М. Ивановой, Г. Г. Карповой, Г. А. Невинским, Л. А. Якубовым

## Труды
- Грайфер Д. М. Аффинная модификация рибосом Escherichia coli фотоактивируемыми аналогами тРНК: Автореф. дис. … канд. хим. наук. — М., 1985. — 18 с.
- Грайфер Д. М. Структурно-функциональная топография рибосом человека по данным аффинной модификации реакционноспособными производными олигорибонуклеотидов: Автореф. дис. … д-ра хим. наук. — Новосибирск, 2008. — 40 с. Архивировано 28 декабря 2013 года.

## Хобби
Является садоводом-любителем и автором книг по садоводству.